# Sculpture surréaliste
La sculpture surréaliste est d'abord la partie du mouvement surréaliste qui s'est consacrée à la sculpture, puis les artistes plus tardifs s'étant revendiqué des pratiques et théories proposées par les sculptures surréalistes. 
Les principales sources d'inspiration de la sculpture surréaliste sont les ready-made de Marcel Duchamp, les mannequins de Giorgio de Chirico et la pratique dada du collage. La période la plus intense de la sculpture surréaliste se situe au début des années 1930, après le ralliement d'Alberto Giacometti au groupe. Sa Boule suspendue inspire la pratique des « objets à fonctionnement symbolique », théorisée par Salvador Dali et pratiquée par plusieurs membres du groupe. 
Les sculptures surréalistes procèdent d'une ambition subversive tout d'abord réinventer la création en mettant en avant l’inconscient et le rêve. La question de la représentation de l'objet a néanmoins divisé les surréalistes, entre les tenants d'une subversion totale et ceux qui importent une réflexion issue du matérialisme historique. 

## Histoire

### Deux sources: Duchamp et Chirico
En 1914, Marcel Duchamp créait le ready-made, tandis que Giorgio de Chirico créait ses premiers « mannequins ». Ces deux types d'oeuvres sont une forte source d'inspiration pour les artistes dada puis surréalistes. 
Les ready-made sont des objets « tout faits » qu’il choisit pour leur neutralité esthétique, notamment ses œuvres Roue de bicyclette (1913) et Porte-bouteilles (1914). Duchamp prend des articles ordinaires, prosaïques, et les place quelque part où leur signification d’usage disparaît sous le nouveau titre et le nouveau point de vue. En 1938, dans son Dictionnaire abrégé du Surréalisme, André Breton fut le premier à donner une définition du ready-made : « Objet usuel promu à la dignité d'objet d'art par le simple choix de l'artiste ». Dans un texte ultérieur, Crise de l'objet (1936), il le définit ainsi : « Action de le (l'objet) détourner de ses fins en lui accolant un nouveau nom et en le signant, qui entraîne la requalification par le choix ("ready made" de Marcel Duchamp) ».

### Du collage à la sculpture
Les surréalistes s'intéressent d'abord marginalement à la sculpture. Les plasticiens surréalistes sont d'abord des peintres, qui cherchent à pousser la peinture dans ses retranchements, notamment par la pratique du collage. 
Alberto Giacometti expose ses sculptures à Paris depuis 1924. Il est d'abord apparenté au cubisme. Lors d'une visite  à l'atelier de Giacometti, rue Hippolyte-Maindron, en 1931, Breton persuade l'artiste de rejoindre son groupe de surréalistes. L'inquiétude, l'onirisme, l'incertitude, la violence sont les caractéristiques des sculptures de cette époque : Cube, Femme qui marche, Femme couchée qui rêve, Femme égorgée, Cage, Fleur en danger, Objet désagréable à jeter, Table, Tête crâne, Pointe à l'œil, Le palais à quatre heures du matin. Ces sculptures surréalistes enchantent Breton qui publie un texte à propos de Le Palais à 4 heures du matin : « Depuis des années, je n'ai réalisé que des sculptures qui se sont offertes tout achevées à mon esprit ; je me suis borné à les reproduire dans l'espace sans y rien changer, sans me demander ce qu'elles pouvaient signifier. […] Rien ne m’est jamais apparu sous la forme de tableau, je vois rarement sous la forme de dessin. Les tentatives auxquelles je me suis livré quelquefois, de réalisation consciente d'une table ou même d'une sculpture ont toujours échoué. […] L’objet une fois construit, j’ai tendance à y retrouver transformés et déplacés des images, des impressions, des faits qui m’ont profondément ému (souvent à mon insu), des formes que je sens m’être très proches, bien que je sois souvent incapable de les identifier, ce qui me les rend toujours plus troublantes… » (Minotaure, 1933). 
Joan Miro est surtout connu comme peintre, mais il s'essaie dès 1932 à la sculpture. Il est alors au cœur de sa période surréaliste, et intitule ses œuvres « objets poétiques ». 
Le début des années 1930 est en effet une période importante de réflexion des surréalistes sur la question de l'objet. L'une des œuvres centrales de leur réflexion est la Boule suspendue d'Alberto Giacometti (1930-1931). Elle impressionne fortement André Breton et Salvador Dali. Tout un numéro de la revue Le Surréalisme au service de la révolution est consacré à ce thème. Salvador Dali, s'inspirant de l'œuvre de Giacometti, lance le concept d'« objets à fonctionnement symbolique », avec notamment l'oeuvre Objet scatologique à fonctionnement symbolique. Après cela , plusieurs surréalistes pratiquent l’assemblage d’objets par associations libres et sous le règne de l’ambiguïté : Breton, Dalí, mais aussi Gala et Valentine Hugo. Alberto Giacometti préfère quant à lui l'expression « objets muets et mobiles » ou « objets désagréables, à jeter » pour qualifier ses propres productions, tels que Femme égorgée.

## Techniques

### Le coulage
Un coulage est une sorte de sculpture automatique ou involontaire réalisée en versant une matière en fusion (comme du métal, de la cire ou du chocolat) dans de l'eau froide. À mesure que le matériau refroidit, il prend une forme qui semble aléatoire, bien que les propriétés physiques des matériaux impliqués puissent conduire à un conglomérat de disques ou de sphères. L'artiste peut utiliser des techniques pour affecter le résultat : de même que l'écriture automatique, le coulage est souvent utilisé comme point de départ à la création.
Cette technique est également utilisée dans le processus de divination appelé céromancie.

### La sculpture involontaire
Le surréalisme décrit comme « sculptures involontaires » celles réalisées en manipulant distraitement quelque chose, comme rouler et dérouler un ticket de cinéma, plier un trombone, etc. Elles ont à voir avec le lapsus tel qu'analysé par Sigmund Freud : les formes créées sont censées révéler un état de l'inconscient.